# Spreitenbach (Argowia)
Spreitenbach – gmina miejska w Szwajcarii, w kantonie Argowia, w okręgu Baden. Liczba mieszkańców 31 grudnia 2014 roku wynosiła 11058.